# Kalat al-Chawabi
Kalat al-Chawabi (arab. قلعة الخوابي) – miejscowość w Syrii, w muhafazie Tartus. W 2004 roku liczyła 1039 mieszkańców.